# Rhonda Mapp
Rhonda Toyja Mapp (Asheville, 13 ottobre 1969) è un'ex cestista e allenatrice di pallacanestro statunitense, professionista nella WNBA.

## Carriera
È stata selezionata dalle Charlotte Sting come 3ª scelta assoluta dell'Elite draft del Draft WNBA 1997.

## Palmarès
- Campionessa WNBA (2001)